# Bronisław Komorowski
Bronisław Maria Komorowski GColIH (Oborniki Śląskie, 4 de junho de 1952) é um político polaco. Foi presidente do país de 2010 até 2015.

## Biografia
Nasceu em Oborniki Śląskie, perto de Breslávia, numa família culta e nobre da Polônia com uma tradição de independência. Estudou em Varsóvia, na Escola Cyprian Norwide, e depois na Faculdade de História da Universidade de Varsóvia. Foi ativista da oposição anticomunista, membro do Parlamento, ministro da Defesa Nacional e presidente do Parlamento da Polônia. É casado com Anna Dembowska e tem cinco filhos.

## Atividades de oposição antes de 1989
Enquanto estudante do ensino secundário esteve envolvido em atividades de oposição ao regime, participando em alguns protestos, como o de março de 1968. Foi preso pela primeira vez em dezembro de 1971.
Fez parte de ações de apoio e ajuda aos trabalhadores feridos nas greves das empresas Radom e Ursus em 1976. Colaborou com a Comissão de Proteção dos Trabalhadores e com o Movimento para a Defesa dos Direitos Humanos e Civis, e organizou manifestações patrióticas.
Foi impressor, jornalista, editor e distribuidor de imprensa clandestina. Durante os anos de oposição, foi preso e ficou ferido diversas vezes. Durante a Lei Marcial estava internado.
Defendeu a tese de Mestrado na Faculdade de História da Universidade de Varsóvia. Em 1977 trabalhou na Zespół Prasy Pax e, entre 1980 e 1981, no Centro de Pesquisa Social NSZZ Solidarność (Sindicato independente do Solidariedade) na região da Mazóvia. A partir de setembro de 1982 trabalhou como editor da revista clandestina “ABC” (Adriático-Báltico-Mar Negro).
Durante o período de lei marcial e até 1989 foi professor de História na Escola Secundária de Teologia em Niepokalanów.

## Atividades nacionalistas depois de 1989

### Parlamento
De 1991 até 2010 foi membro do Parlamento Polaco. Fez parte da Comissão para os Polacos no Exterior e da Comissão para a Defesa Nacional, e depois da Comissão Para os Assuntos Estrangeiros. Em outubro de 2005 foi nomeado vice-presidente do Parlamento Polaco e em novembro de 2007 foi nomeado Presidente do Parlamento. Renunciou ao mandato no dia 8 de julho de 2010, depois de ser eleito Presidente da República da Polônia.

### Governo
Entre 1989 e 1990 foi diretor do gabinete de Aleksander Hall no Conselho de Ministros. Entre 1990 e 1993, durante o governo de Tadeusz Mazowiecki, Jan Krzysztof Bielecki e Hanna Suchocka, foi vice-ministro da Defesa Nacional para os Assuntos Sociais e de Educação. Entre 2000 e 2001, no governo de Jerzy Buzek, foi ministro da Defesa Nacional.

### Partido
Foi membro da União da Liberdade onde trabalhou como secretário-geral. Mais tarde, juntou-se ao Partido Popular Conservador, do qual foi vice-presidente. Em 2001 tornou-se membro da Plataforma Cívica e aí foi presidente para a região da Mazóvia. Em junho de 2006 foi nomeado vice-presidente do partido.
Em 10 de abril de 2010, após a morte de Lech Kaczyński e de vários elementos da elite política polaca, num acidente na cidade de Smolensk (Rússia), Komorowski assumiu o cargo de presidente interino. Foi o candidato da Plataforma Cívica para as eleições que aconteceram em 20 de junho e 4 de julho de 2010 onde foi eleito com cerca de 53% dos votos, na segunda volta do escrutínio, tornando-se o quinto presidente da Terceira República Polaca.
A 19 de abril de 2012 foi agraciado com o Grande-Colar da Ordem do Infante D. Henrique de Portugal.

## Condecorações
- Ordem da Águia Branca (Polónia)
- Grã-Cruz da Ordem da Polónia Restituta (Polónia)
- Real Ordem dos Serafins (Suécia)
- Grande-Colar da Ordem do Infante D. Henrique (Portugal)[5]
- Colar da Ordem de Mérito da República Italiana (Itália)[6]
- Doutor Honorário da Universidade de Mykolas Romeris em Vílnius (Lituânia)